# Мухаммед Тауфік Назім-паша
Мухаммед Тауфік Назім-паша (араб. محمد توفيق نسيم باشا; 30 червня 1871 — 8 березня 1938) — єгипетський політичний діяч турецького походження, двічі прем'єр-міністр Єгипту. Також обіймав посаду міністра внутрішніх справ у кабінеті Юсефа Вахби-паші з листопада 1919 до травня 1920 року.